# HADOPI 법
HADOPI 법 또는 창작물과 인터넷 법(프랑스어: la loi Création et Internet) 또는 “인터넷상의 창작물의 보급과 보호를 촉진하는 2009년 6월 12일 법률 제2009-669호”(프랑스어: « Loi n°2009-669 du 12 juin 2009 favorisant la diffusion et la protection de la création sur internet »)는 인터넷 상의 P2P 다운로드가 야기하는 저작권 침해 방지를 위해 만들어진 프랑스 국내법이다.
"Hadopi"는, 동법 19조를 통해 2009년 11월 1일 구성된 프랑스 국가기관 인터넷상의 저작물 보급 및 저작권 보호를 위한 고등 기관(프랑스어: Haute autorité pour la diffusion des œuvres et la protection des droits sur Internet)의 준말이다.

## 법 집행
삼진아웃 방식으로 진행된다.
1단계는 아이피 주소에 근거하여 인터넷 가입자에게 이메일을 보내서 경고한다.
이메일 발송 후 6개월 이내에 반복해서 어길 경우, 2단계로 경고 우편을 발송한다.
경고 우편 발송 후 1년 이내에 반복적으로 어길 경우, 3단계로 법원에 고발한다.

## 같이 보기
- 프랑스의 법
- 삼진아웃법